# Blestemul (film din 2004)
Blestemul, cu titlul original The Grudge (în traducere: „ranchiuna”) este un film de groază psihologic americano-japonez, primul din seria de filme cu același nume. Este un remake după filmul japonez Ju-on: The Grudge. A fost lansat în America de Nord pe 22 octombrie 2004 de Columbia Pictures și a fost regizat de Takashi Shimizu, în timp ce Stephen Susco a fost scenaristul. La fel ca în Ju-on, acțiunea este reprezentată prin secvențe non-lineare și conține fire narative secundare.

## Acțiunea filmului
Familia Saeki trăiește fericită într-o suburbie din Tokyo, însă soția Kayako Saeki se îndrăgostește de profesorul fiului ei, Peter Kirk, scriind obsesiv despre el într-un jurnal. Soțul ei, Takeo, descoperă jurnalul și, crezând că este vorba de infidelitate, își ucide soția rupându-i gâtul. După aceea, își târăște fiul, Toshio, prin casă și îl îneacă, alături de pisica Mar, în cadă, pentru a-și acoperi urmele. Takeo ascunde trupurile în pod și într-un dulap, înainte de a se sinucide prin spânzurare. Peter trece pe la casa familiei Saeki pentru a vorbi cu Kayako, găsindu-i doar cadavrul. Devastat, părăsește locuința și se sinucide în ziua următoare, de față cu soția, aruncându-se de la balcon. Totuși, din cauza furiei resimțite de familia Saeki, membrii acesteia revin ca fantome, în mod special Kayako.
Câțiva ani după moartea familiei Saeki, familia Williams se mută din America în Tokyo. În timp ce soțul Matthew este încântat de casă, soția lui, Jennifer, și mama lui, Emma, care suferă de demență, nu se simt bine în ea. Jennifer este rapid afectată de blestem; Matthew se întoarce de la lucru, găsind casa răvășită, pe Emma tulburată și pe soția sa pe moarte, în camera ei. Matthew și Jennifer sunt uciși de Toshio. Yoko, persoana însărcinată cu îngrijirea Emmei, o găsește pe aceasta singură acasă, alături un bilet în care Jennifer scria că a plecat la o plimbare. Aude zgomote venind din pod și pleacă să cerceteze, doar pentru a fi atacată de Kayako. Îngrijorat de dispariția lui Yoko, șeful acesteia, Alex, o trimite pe Karen Davis să aibă grijă de Emma. Aceasta o găsește pe Emma și singură în casă și este șocată când îi vede pe Toshio și Mar, aparent în viață. Îl contactează pe Alex pentru ajutor, înainte ca fantoma lui Kayako să o atace pe ea și pe Emma.
Alex sosește, o găsește pe Emma moartă și pe Karen în stare de șoc, după care cheamă poliția și pe detectivul Nakagawa. Nakagawa și partenerul lui, Igarashi, exploră casa, găsesc trupurile lui Matthew și Jennifer în pod, precum și o bucată dintr-o mandibulă. Sora lui Matthew, Susan, dispare și ea după ce este trasă sub pat de Kayako, iar Alex este ucis de o Yoko posedată, căreia îi lipsește mandibula. Karen începe să fie bântuită de Kayako, informându-și prietenul, Doug, despre situație. Karen află despre originea casei, fiind în cele din urmă lămurită de Nakagawa că trei dintre colegii lui care investigau cazul au fost uciși de blestem. Noaptea, Nakagawa încearcă să ardă locuința folosind petrol, însă este ucis de fantoma lui Takeo, care îl îneacă în cadă.
Karen merge și ea la casa familiei Saeki, unde Doug plecase în căutarea ei. Acolo aceasta are viziuni realiste cu Peter, care vizitează casa și găsește cadavrul lui Kayako. Întorcându-se în prezent, Karen îl găsește pe Doug, paralizat de frică, și încearcă să fugă cu el din casă; este însă trasă prin casă de Kayako, iar Doug moare din cauza fricii. Karen descoperă petrolul și reușește să îl aprindă, folosind bricheta lui Doug. Karen este dusă la spital, unde află ca locuința este încă în picioare. Văzând cadavrul lui Doug, Karen realizează că este încă bântuită de Kayako, care apare în spatele ei.